# Exequatur
Een exequatur is de aantekening op een arbitraal vonnis door een rechter van de rechtbank waar het betreffende vonnis wordt gedeponeerd. Met deze aantekening maakt de rechter het mogelijk een arbitraal vonnis ten uitvoer te leggen. Het krijgt daarmee een executoriale titel. Het woord exequatur komt uit het Latijn en betekent: het moet ten uitvoer gelegd worden. In plaats van een exequatur spreekt men ook wel van een executoirverklaring of een fiat executie. 
Een exequatur in het internationaal privaatrecht duidt op de beslissing van een rechter van een land waarbij toestemming wordt verleend voor de tenuitvoerlegging op het grondgebied van dit land van een buitenlandse rechterlijke beslissing, scheidsrechterlijke uitspraak, authentieke akte of gerechtelijke schikking.
De rechter beoordeelt eerst of het vonnis voldoet aan de elementaire eisen die de Nederlandse of Belgische wet stelt, zoals de vermelding van de namen van de partijen, de aanwezigheid van de handtekeningen van de arbiters etc. 
Een deurwaarder kan met een vonnis, voorzien van een exequatur, de nodige executoriale maatregelen nemen, zoals executoriale verkoop van eigendommen.
Een vonnis, voorzien van die verklaring, moet men niet verliezen. De rechter geeft het maar eenmaal af. Raakt het verloren, dan zal men zich tot een advocaat moeten wenden, omdat afgifte van een tweede exemplaar uitsluitend mogelijk is via een procedure voor de gewone rechter, waarbij rechtsbijstand verplicht is. 
Op Europees niveau wordt gewerkt aan wederzijdse erkenning van arbitrale vonnissen, hetgeen de afschaffing betekent van het exequatur tussen de lidstaten voor alle rechterlijke beslissingen in burgerlijke en handelszaken. Wel bestaat op Europees niveau enige regelgeving die het verkrijgen van een exequatur voor in een andere lidstaat vereenvoudigt. Het Verdrag van Brussel 1968 (voluit: Verdrag betreffende de rechterlijke bevoegdheid en de tenuitvoerlegging van beslissingen in burgerlijke en handelszaken) staat ook bekend als het EEX-Verdrag, het Europees Executieverdrag. Per 1 maart 2002 is dit verdrag vervangen door de EEX-Verordening (44/2001), ook wel ‘Brussel I’ genoemd. Het Verdrag en de verordening regelen beiden op welke wijze en door welke rechter een uitspraak, gedaan in een ander bij het Verdrag aangesloten land, ten uitvoer gelegd kan worden in het land van de verzoeker. Oftewel, beide regelen ze de verkrijging van een exequatur voor buitenlandse uitspraken. Het EEX-Verdrag is niet komen te vervallen, aangezien het nog geldt voor de tenuitvoerlegging van beslissingen die genomen zijn vóór de inwerkingtreding van de EEX-Verordening.
Naast exequatur in geschilzaken komt het begrip ook voor bij de benoeming van consuls (art. 12 Weens verdrag inzake consulair verkeer 1963). Voor diplomaten bestaat een gelijkaardige benoeming die agrément heet (art. 4 Weens verdrag inzake diplomatiek verkeer 1961). Het duidt op de goedkeuring door de ontvangende staat om de betrokken personen als consul of ambassadeur in het land te mogen functioneren.